# Zhuhai
Zhuhai (xinès: 珠海; pinyin: Zhūhǎi), també coneguda com a Chuhai, és una ciutat a nivell de prefectura de la província de Guangdong, a la República Popular de la Xina, a la vora sud-est del delta del riu Perla. El seu nom significa literalment "mar de perles", que prové de la ubicació de la ciutat a la desembocadura del "riu de les perles" que es troba amb la mar de la Xina Meridional. Zhuhai limita amb Jiangmen a l'oest, Zhongshan al nord i Macau al sud-est, i comparteix límits marítims amb Shenzhen i Hong Kong al nord-est a través de l'estuari.
Zhuhai va ser una de les quatre zones econòmiques especials originals establertes el 1980. És també una de les principals destinacions turístiques de la Xina, coneguda com a Riviera xinesa. Tot i que la ciutat es troba a la província tradicionalment cantonesa de Guangdong, una part important de la població actualment està formada per migrants econòmics que parlen mandarí, originaris de províncies de l'interior.
El nucli de Zhuhai, el districte de Xiangzhou juntament amb Macau, a la part nord-est de la divisió administrativa, formen part de l'àrea de la badia de Guangdong-Hong Kong-Macau, l'àrea urbanitzada més gran del món amb més de 65 milions d'habitants segons el cens de 2020, que abasta Shenzhen, Dongguan, Foshan, Zhongshan, Macau, la part principal de Guangzhou i algunes parts de les ciutats de Jiangmen i Huizhou, tot i que Hong Kong encara en queda una mica apartada i no forma part de la conurbació d'una manera estricta.

## Geografia
Zhuhai limita amb la Regió Administrativa Especial de Macau (al nord i a l'oest) i es troba a 140 quilòmetres al sud-oest de Guangzhou. El seu territori té 690 quilòmetres de costa i 217 illes, de les quals 147 tenen més de 500 metres quadrats de superfície.
Les illes de Zhuhai inclouen una sèrie d'illes properes a la costa, sovint connectades amb el continent per ponts o calçades (com les illes Hengqin, Qi'ao o Yeli), així com algunes illes lluny de la costa, a la mar de la Xina Meridional (arxipèlag de Wanshan). Algunes d'aquestes illes estan geogràficament més a prop de Hong Kong que de Zhuhai. La jurisdicció de l'illa de Nei Lingding, situada a l'estuari del riu Perla, es va transferir de Zhuhai a Shenzhen el 2009.

### Clima
Zhuhai té un clima subtropical humit afectat pel monsó d'Àsia Oriental (classificació Koppen Cwa) i moderat per la mar de la Xina Meridional, amb estius llargs, calorosos i humits amb tempestes freqüents, i hiverns curts, suaus i secs. Les màximes mitjanes de gener i juliol són de 18 i 32 °C respectivament. Es desconeixen les nevades i mai s'ha registrat cap gelada al centre de la ciutat. Per contra, les onades de calor extremes no es produeixen com ho fan més a l'interior.

## Administració
La ciutat-prefectura de Zhuhai administra 3 comtats i quatre districtes econòmics especials, tots ells districtes.